# Bogumiła Matusiak
Bogumiła Matusiak (Pabianice, Voivodat de Łódź, 24 de gener de 1971) va ser una ciclista polonesa gran dominadora del seu país. Va aconseguir una vintena de victòries entre els Campionats nacionals en ruta i els de contrarellotge.

## Palmarès
- 1987
  -  Campiona de Polònia en ruta
- 1988
  -  Campiona de Polònia en contrarellotge
- 1993
  -  Campiona de Polònia en ruta
- 1994
  - Vencedora d'una etapa a l'Emakumeen Euskal Bira
- 1995
  -  Campiona de Polònia en ruta
  -  Campiona de Polònia en contrarellotge
- 1996
  -  Campiona de Polònia en contrarellotge
- 1997
  -  Campiona de Polònia en ruta
- 1998
  -  Campiona de Polònia en ruta
- 1999
  -  Campiona de Polònia en ruta
  -  Campiona de Polònia en contrarellotge
  - Vencedora d'una etapa al Gran Bucle
- 2000
  -  Campiona de Polònia en ruta
  - Vencedora d'una etapa al Tour de Feminin-Krásná Lípa
- 2001
  -  Campiona de Polònia en ruta
  -  Campiona de Polònia en contrarellotge
  - Vencedora d'una etapa al Tour de Feminin-Krásná Lípa
- 2002
  -  Campiona de Polònia en ruta
  -  Campiona de Polònia en contrarellotge
  - 1a al Tour de Feminin-Krásná Lípa i vencedora d'una etapa
- 2003
  -  Campiona de Polònia en ruta
- 2004
  -  Campiona de Polònia en ruta
  - Vencedora d'una etapa a l'Eko Tour Dookola Polski
- 2005
  -  Campiona de Polònia en contrarellotge
  - 1a a l'Eko Tour Dookola Polski
- 2006
  - 1a a l'Eko Tour Dookola Polski i vencedora d'una etapa
- 2008
  -  Campiona de Polònia en contrarellotge
- 2009
  -  Campiona de Polònia en contrarellotge